# ヨルゲン・パーソン
ヨルゲン・パーソン（Jörgen Persson, 1966年4月22日 - ）は、スウェーデンの元卓球選手。現卓球男子スウェーデン代表アシスタントコーチ。1991年世界選手権男子シングルス優勝。ワルドナーらとともに80年代後半から90年代にかけてスウェーデン卓球の黄金時代を築いた。

## 略歴
スウェーデン・ハルムスタッド出身。ジュニア時代からワルドナーらとともにスウェーデン代表として活躍。広角に打ち分けるフォアハンド、「コブラバックハンド」と呼ばれた強烈なバックハンドを武器に、1986年のヨーロッパ選手権男子シングルスで優勝し、世界のトップに躍り出た。1989年の世界選手権ドルトムント大会では、男子団体で全勝しチームの16年ぶりとなる優勝に大きく貢献、シングルスでは決勝でワルドナーに敗れるものの準優勝の成績を残す。1991年の世界選手権千葉大会では、団体戦の連覇に貢献すると共に、男子シングルスでも決勝でワルドナーを破り優勝した。1993年の世界選手権イェーテボリ大会においても男子団体で3連覇を果たすなど、スウェーデンの主軸として活躍する。
その後、交通事故による怪我などで一時不調に陥ったが次第に復調する。2000年の世界選手権クアラルンプール大会男子団体では決勝で2勝し、チームを7年ぶりの優勝に導いた。シドニーオリンピック男子シングルスでは3位決定戦で敗れメダルを逃す。ワルドナーとともに20年近く世界のトップで活躍を続けてきたが、2005年の世界選手権上海大会を最後に一旦国際大会の代表から引退した。その後もブンデスリーガでプレーするとともに、2007年には代表に復帰し、世界選手権ザグレブ大会に出場。北京オリンピックでは、42歳ながら大躍進し、男子シングルスで4位入賞を果たした。
ジャン＝ミッシェル・セイブ、ゾラン・プリモラッツと共に2012年のロンドンオリンピックに46歳ながら7大会連続出場を果たした。
2020年10月1日より卓球男子スウェーデン代表の監督を務める。2024年9月をもって勇退。
2025年からサウジアラビアチーム代表監督に就任。

## プレースタイル
細身の体格からは想像もつかないような高い身体能力を誇り、コートを幅広く動き回り、上記のように広角に打ち分けるフォアハンド、その得点率の高さを猛毒による致死率になぞらえた「コブラ」の異名を持つ強烈なバックハンドを武器に戦う。また、彼のフィッシュは回転量が多い為に重く、非常に打ちづらいものとなっている。オフチャロフほどではないがバックハンドサービスも多用する。

## 主な戦績
- オリンピック
  - 2000年 シドニーオリンピック 男子シングルス4位
  - 2008年 北京オリンピック 男子シングルス4位

- 世界卓球選手権
  - 1987年 第39回ニューデリー大会 男子団体準優勝
  - 1989年 第40回ドルトムント大会 男子シングルス準優勝、男子団体優勝
  - 1991年 第41回千葉大会 男子シングルス優勝、男子ダブルス ベスト4（エリック・リンドと）、男子団体優勝
  - 1993年 第42回イェーテボリ大会 男子団体優勝
  - 1995年 第43回天津大会 男子団体準優勝
  - 1997年 第44回マンチェスター大会 男子ダブルス準優勝（ヤン＝オベ・ワルドナーと）
  - 1999年 第45回個人戦アイントホーフェン大会 男子シングルス ベスト8
  - 2000年 第45回団体戦クアラルンプール大会 男子団体優勝
  - 2001年 第46回大阪大会 男子団体3位
  - 2004年 第47回団体戦ドーハ大会 男子団体4位

- 男子ワールドカップ
  - 1991年 クアラルンプール大会 優勝

- ヨーロッパ卓球選手権
  - 1986年 プラハ大会 男子シングルス優勝、男子団体優勝
  - 1988年 パリ大会 男子ダブルス ベスト4（エリック・リンドと）、男子団体優勝
  - 1990年 イェーテボリ大会 男子団体優勝
  - 1992年 シュトゥットガルト大会 男子シングルス ベスト8、男子ダブルス優勝（エリック・リンドと）、男子団体優勝
  - 1996年 ブラチスラヴァ大会 男子シングルス準優勝、男子ダブルス優勝（ヤン＝オベ・ワルドナーと）、男子団体優勝
  - 1998年 アイントホーフェン大会 男子ダブルス ベスト4（ヤン＝オベ・ワルドナーと）
  - 2000年 ブレーメン大会 男子シングルス ベスト8、男子団体優勝

- ヨーロッパユース卓球選手権
  - 1980年 ポズナン大会 カデットの部 男子シングルス優勝、男子団体優勝
  - 1981年 Topolcany大会 ジュニアの部 男子団体優勝
  - 1982年 Hollabrunn大会 ジュニアの部 男子シングルス ベスト4、混合ダブルス優勝、男子団体優勝
  - 1983年 Malmo大会 ジュニアの部 男子シングルス ベスト4、混合ダブルス優勝、男子団体優勝

- ヨーロッパトップ12
  - 1987年 バーゼル大会 3位
  - 1988年 リュブリャナ大会 準優勝
  - 1989年 シャルルロワ大会 3位
  - 1991年 スヘルトーヘンボス大会 3位
  - 1992年 ウィーン大会 優勝